# نعمان السامرائي
 نعمان عبد الرزاق صالح السامرائي (1346- 1443 هـ / 1928- 2021 م) مفكر وداعية إسلامي وأستاذ جامعي عراقي، أستاذ في الشريعة الإسلامية، وأول أمين عام للحزب الإسلامي العراقي في عِقْد الستينيات، لديهِ العديد من المؤلفات الفكرية والإسلامية، درَّس وحاضر في عدَّة جامعات في العراق والسعودية.

## ولادته ونشأته
ولد نعمان عبد الرزاق في مدينة سامراء القريبة من بغداد عام 1935م، من أسرة عربية مسلمة.
ولقد ابتدأت طفولته (بالكُتاب) فتعلم القرآن الكريم ثم الابتدائية فالمتوسطة في «مدارس التفيض الأهلية» ثلاث سنوات والمدرسة الثانوية سنتان (آنذاك) في سامراء.

## دراسته
بدأ دراسته الجامعية في كلية الشريعة في بغداد، وحصل على شهادة البكالوريوس وتخرج عام 1952. ثم نال شهادة الماجستير في كلية الشريعة عن رسالتهِ التي بعنوان «أحكام المرتد في الشريعة الإسلامية: دراسة مقارنة» وكان المشرف عليها أحد أساتذة الكلية من مصر الشيخ محمد عبد الرحيم الكشكي، وقد وافقت جامعة بغداد على طبع ونشر الرسالة على نفقتها. وبعدها حصل على شهادة الدكتوراه في العلوم الإسلامية من جامعة القاهرة عام 1392هـ - 1972 م. بأُطروحته الموسومة «تصرفات المريض مرض الموت في الشريعة والقانون».

## نشاطه السياسي
مع بداية العام الدراسي الأول له في كلية الشريعة عام 1947، شارك في المظاهرات التي كان يقودها الشيخ محمد محمود الصواف العائد لتوه من الأزهر أستاذاً في كلية الشريعة نصرة لقضية فلسطين فتحولت كلية الشريعة إلى محرض وقائد للمظاهرات من طلبة الكليات الأخرى في بغداد وتواصلت المظاهرات حتى تعطلت الدراسة، وكان أمراً جديداً أن يرى العراقيون شيخاً يقود المظاهرات ويخطب يومياً. شارك في المظاهرات التي كان يعد لها الطلبة في الأقسام الداخلية وتعرض للاعتقال عدة مرات.
تأثر بالشيخ الصواف مع طلبة آخرين وأثر فيه الإخوان المسلمون في الكلية، وقد تمخض عن تأثر طلبة الكلية بأفكار الإخوان أن شُكل أول تنظيم طلابي إخواني داخل الكلية في السنة الدراسية (47-1948) كان أحد أعضائه الدكتور نعمان السامرائي.
التحق بجمعية الأخوة الإسلامية التي أجيزت عام 1949 والتي كان المراقب العام لها الشيخ محمد محمود الصواف بعد أن رفض الطلب الأول عام 1943 لإجازة الجمعية باسم الإخوان المسلمين لوجود مثيل لها في بلد إسلامي آخر طبقا لقانون الجمعيات.
أصبح عضواً في قيادة الإخوان المسلمين في العراق عام 1958 بعد أن أصدر مجلس الشورى لجماعة الإخوان المسلمين قراراً ملزما يطلب من الشيخ الصواف مغادرة العراق رغم معارضة الصواف نفسه بسبب التهديد المباشر من الحكم الجديد على أثر انقلاب 14 تموز (يوليو) 1958.
في عام 1960 قدم نعمان عبد الرزاق السامرائي، طلباً إلى وزارة الداخلية لتأسيس حزب سياسي باسم «الحزب الإسلامي العراقي» لكن وزارة الداخلية رفضت الطلب بقرارها المرقم ش / ج / 914 في 27/3/1960، فميّز السيد نعمان السامرائي القرار المذكور لدى محكمة التمييز، فأُحيلت الدعوى إليها لإجراء التدقيقات التمييزية عليها وبعد التدقيق والمداولة، وجد من محاضر التحقيق المرفوعة من الجهات المختصة أنه ليس هناك مانع بقدر ما يتعلق الأمر بتلك الجهات من منح الأعضاء المؤسسين إجازة. وقد صدرت موافقة محكمة التمييز على تأسيسه في 26 نيسان (أبريل) 1960، وأعلنوا عن تشكيل الحزب الإسلامي العراقي الذي يعد واجهة سياسية لجماعة الإخوان المسلمين آنذاك، وعقد مؤتمره الأول في 29 تموز 1960. حيث انتخب المؤتمر اللجنة المركزية (المكتب السياسي) للحزب الإسلامي العراقي، وفاز نعمان عبد الرزاق السامرائي برئاسة الحزب، والشيخ إبراهيم منير المدرس بمنصب نائب الرئيس وعضوية كل من: فليح حسن السامرائي والمحامي فاضل دولان والشيخ عبد الجليل الهيتي ونظام الدين عبد الحميد وسليمان محمد أمين القابلي والشيخ طه جابر العلواني ووليد الأعظمي والمحامي عبد المجيد ذهيبة.
كان الأمين العام الأول للحزب هو الدكتور نعمان السامرائي وقد تواصلت قيادة الحزب الجديدة مع الإسلاميين والوطنيين في الشمال والجنوب، وكانت لهم صلات وثيقة مع رابطة علماء العراق ومع المرجعية الشيعية في النجف وكربلاء. وصدرت مواقف وطنية مشتركة لمؤازرة المقاومة الفلسطينية والثورة الجزائرية ومنددة باعتراف إيران البهلوية بإسرائيل دولةً.
وبعد مرور ستة أشهر على تأسيسه نشر الحزب مذكرته الشهيرة التي دون فيها انتقاداته لسياسات عبد الكريم قاسم وقانون الأحوال الشخصية وقانون الإرث الذي ساوى فيه بين الإناث والذكور في الميراث مخالفا الشريعة الإسلامية وللمذابح التي ارتكبت في عهده في الموصل وكركوك في جريدة الفيحاء فتم على أثرها اعتقال جميع أعضاء المكتب السياسي مدة خمسة شهور وجرى التحقيق معهم في بناية محكمة المهداوي. وقد كان عبد الكريم قاسم ينتظر منهم استرحاماً أو اعتذاراً ليطلق سراحهم فلم يتقدم أحد منهم بشيء.
وفي ليلة 27 رمضان 1380 هـ، منتصف آذار جمع عبد الكريم قاسم المعتقلين أعضاء المكتب السياسي في لقاء بمقره في وزارة الدفاع واشتكى من مذكرة الحزب مدعياً أنهم ظلموه وأخذ يستعرض نشاطاته الخدمية للشعب وتبريراته لما يعترض عليه، كل ذلك وقيادة الحزب ترد عليه وتجادله بشجاعة واستمر اللقاء على هذا المنوال من التاسعة مساءً حتى الرابعة فجرًا اذن لهم بعدها بالانصراف إلى بيوتهم مع منع الحزب من العمل وأغلاق ومنع كافة مقاره ونشاطاته، وعاد إلى العمل غير العلني. استمر نشاط الحزب الإسلامي في ستينيات القرن العشرين بين السر والعلن حتى جاء انقلاب 17 تموز 1968 وتفرد حزب البعث بالسلطة تفرداً تاماً وصادر الحريات وحظر جميع الأحزاب السياسية.
قدم للدكتوراه في جامعة القاهرة، عام 1388هـ - 1968 م، وفي طريق عودته إلى بغداد عن طريق بيروت، وبينما كان في طريقه من بيروت لدمشق سمع من السيارة ان انقلاباً قد وقع في بغداد، وأن حزب البعث كان وراءه، فقرر العودة فوراً والحصول على عمل خارج العراق بأي ثمن؛ إذ لا مستقبل في العراق، وما أن وصل إلى بغداد حتى راح يعمل بسرعة فحصل على فرصة عمل في السعودية وبأقصى سرعة أنجز الانتداب وسافر مسرعاً، وبعد وصوله الرياض في أواخر عام 1388هـ وصلته رسالة مع مسافر من أهله تقول: قد وضع اسمك في القائمة السوداء، وأنت ممنوع من السفر فانتبه لذلك، ومع نهاية العام طلبت وزارة التعليم العراقية إنهاء عقده وعودته بسرعة إلى كلية الشريعة، حيث كان معيداً ولكنه قرر ألاّ يستجيب وأبقى عمله في الرياض ويقول: «لو ظللت باقياً في العراق لكنت إما مسجوناً أو ميتاً».

## أعماله الوظيفية
أشتغل في مهنة التعليم، ومارس التعليم في العراق في مدن الفيصلية (وهي قضاء المشخاب حاليا التي تقع بين النجف والديوانية) ثم انتقل إلى الفلوجة وبعدها إلى الكوت.
- شغل منصب مدير ثانوية سامراء.
- عمل في التدريس في الجامعات السعودية من عام 1388هـ إلى عام 1422هـ.
- عمل في التدريس في كلية الشرطة لمدة 8 سنوات.
- عمل في التدريس في جامعة الإمام محمد بن سعود الإسلامية لمدة 11 سنة.
- عمل في التدريس في جامعة الملك سعود لمدة 14 سنة.

## نشاطه الثقافي
الكتابة في بعض المجلات والصحف العراقية.
أحاديث في إذاعة بغداد آنذاك.
ساهم في تأسيس جمعية الكتاب والمؤلفين العراقيين.
عند وصوله للرياض عام 1388 هـ شارك في برنامج (يا أخي المسلم) الذي نظمته الإذاعة، وتميز هذا البرنامج بقصر وقته وقوة السبك. وعندما أُنشئت إذاعة القرآن الكريم السعودية كان من أوائل من سجل برامج وأذاعها.

## مؤلفاته
ألف وكتب العديد من المؤلفات طبع منها 20 مؤلفًا ومن ضمنها:
- مباحث في الثقافة الإسلامية
- من قضايا الحضارة المعاصرة العلاقة بين العلم والدين
- الفكر العربي والفكر الاستشراقي بين محمد أركون وإدوارد سعيد
- قراءة في كتاب اظهار الإسلام لروجيه دوباسكويه
- تفسير التاريخ
- مباحث في التفسير الإسلامي للتاريخ
- أضواء على تفسير التاريخ
- اليهود والتحالف مع الاقوياء
- التكفير جذوره، أسبابه، مبرراته
- التوراة بين فقدان الاصل وتناقص النص
- الماسونية واليهود والتوراة
- التكفير قديما وحديثا
- أحكام المرتد في الشريعة الإسلامية
- أحكام القذف وموانع القصاص
- العقوبات في الشريعة: أهدافها ومسالكها
- تصرفات المريض: مرض الموت في الشريعة والقانون
- في الحضارة وأمراضها والتقدم والتخلف
- إسرائيل الخطر والمخادعة
- في المعرفة والثقافة والقيم
- النظام السياسي في الإسلام
- قراءة في النظام العالمي الجديد
- في أعماق التجربة اليابانية
- مطابخ الكره والعنصرية
- أمريكا والعراق، طبع في 350 صفحة
- قراءة في كتاب إظهار الإسلام

وله كتب تحت الطبع منها: الصحوة الإسلامية، الثوابت والمتغيرات، النقد الذاتي

## مشاركاته وخبراته العلمية
- عضو مؤسس لجمعية الكتاب والمؤلفين العراقية 1963 هـ.
- عضو جمعية التربية الإسلامية في العراق1963هـ.
- عضو مؤسس لكلية الدراسات الإسلامية 1964هـ.
- عضو مشارك في مؤتمر الأدباء العرب ببغداد 1965 هـ.
- عضو مشارك في مؤتمرات الندوة العالمية للشباب الإسلامي، وعضو لجنة تأصيل العلوم فيها
- عضو مشارك في اختيار الفائزين لجائزة آل بصير 1404هـ.
- المساهمة في الموسوعة الفقهية الكويتية.
- المساهمة في موسوعة الكتاب العالمي
- المساهمة في موسوعة دار الإيمان بجدة.
- تدريس عدة دورات للمحاسبين القانونين بالرياض.
- عضو اللجنة الفرعية لجائزة الأمير نايف العالمية
- مقدم برنامج في إذاعة الرياض والقرآن الكريم.
- المساهمة في التعريف بالإسلام (إنترنت وزارة الإعلام)
- درس الثقافة الإسلامية بجامعة الإمام محمد بن سعود وجامعة الملك سعود.

## وفاته
توفي نعمان السامرائي  في مدينة الرياض، صباح يوم الخميس 20 ربيع الآخر 1443 هـ، الموافق 25 نوفمبر 2021م، عن عمر ناهز السادسة والتسعين عامًا هجريًّا.